# District de Kokpekti
Le district de Kokpekti (en kazakh : Көкпекті ауданы) est un district de l'oblys d'Abay (intégré avant 2022 au Kazakhstan-Oriental) au Kazakhstan.

## Géographie
Le centre administratif du district est Kokpekti.

## Démographie
Le district a une population estimée de 32 069 habitants en 2013.